# HD211433
HD211433 — хімічно пекулярна зоря спектрального класу A0, що має видиму зоряну величину в смузі V приблизно  6,9.
Вона  розташована на відстані близько 383,3 світлових років від Сонця.